# Nikolai Lebedenko
Nikolai Lebedenko (fl. XX secolo) fu un ingegnere militare della Russia imperiale. Lavorò per una industria privata al servizio del Dipartimento della Guerra, che fornì artiglieria all'esercito russo prima e durante la prima guerra mondiale.

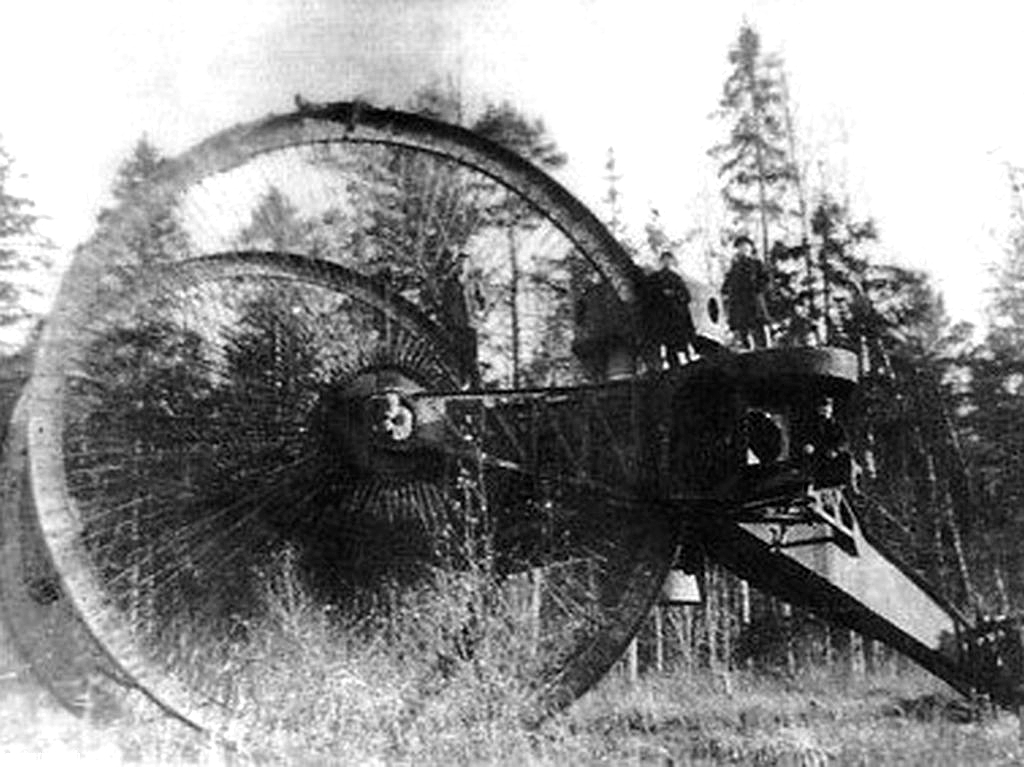
Il carro Zar

È noto soprattutto per essere stato l'ideatore e il principale sviluppatore del carro Zar, primo prototipo di carro armato russo. Lebedenko presentò la sua idea allo zar Nicola II, convincendo il sovrano al finanziamento del progetto. Nonostante l'appoggio del governo e il coinvolgimento dei principali ingegneri e scienziati russi dell'epoca, il progetto di Lebedenko fu tuttavia abbandonato a causa dei costi elevati non ricompensati da sufficienti prestazioni del mezzo.